# Commiphora cuneifolia
Commiphora cuneifolia är en tvåhjärtbladig växtart som beskrevs av John Gilbert Baker. Commiphora cuneifolia ingår i släktet Commiphora och familjen Burseraceae. Inga underarter finns listade i Catalogue of Life.